# 最高の人生 (映画)
『最高の人生』 (さいこうのじんせい、原題：Levity) は、エド・ソロモン監督による、2003年のドラマ映画。日本では劇場未公開で2010年6月2日にDVDがクロックワークスよりリリース。
ビリー・ボブ・ソーントン、モーガン・フリーマン、ホリー・ハンター、キルスティン・ダンストが出演。サウンドトラックはバンド「イールズ」のマーク・オリバー・エヴェレットが手掛けた。撮影はカナダのケベック州モントリオールで行われた。

## あらすじ
マニュアル・ジョーダンは、23年近く刑務所で暮らしていたが、突然仮釈放となる。かつて彼が殺してしまった少年、アブナー・イーズリーの写真を見て、彼は償いのために昔の街に戻る。牧師のマイルズ・エバンスが運営するコミュニティハウスに住み始めると、マイルズはマニュアルが家賃を支払えるよう仕事を与え、マニュアルは戒めに自身の部屋にアブナーの写真を置く。
マニュアルは、コミュニティハウスに滞在中、若い女性のソフィア・メリンジャーと友達になる。さらにアブナーの姉のアデル・イーズリーとも出会う。彼女はマニュアルが何者かを知らず、マニュアルは赦しを得ようと奔走していくうちに彼女と友情が芽生え、関係は発展していく。
ある日アデルの反抗的な息子が暴力事件に巻き込まれてしまい、マニュアルは償いのために彼に正しい道を示そうとする。

## キャスト
※括弧内は日本語吹替
- マニュアル・ジョーダン： ビリー・ボブ・ソーントン(田中正彦)
- マイルズ・エヴァンス： モーガン・フリーマン(池田勝)
- アデル・イーズリー： ホリー・ハンター (土井美加)
- ソフィア・メリンジャー： キルスティン・ダンスト (足立友)
- マヌエル・アランギス
- ジェフリー・ウィグダー
- ルーク・ロバートソン
- ドリアン・ヘアウッド
- キャサリン・コルヴェイ
- ビロア・グリーン
- サディキ・バーク
- アビード・バーク
- ディエゴ・アベラ
- ブレント・ロジャース
- コーデル・クライド
- デヴィッド・エイサー

## 評価
映画批評集積サイトのRotten Tomatoesには否定的なものを多く含む89件のレビューがあり、批評家支持率は35%となっている。